# Helmuth W. Mommers

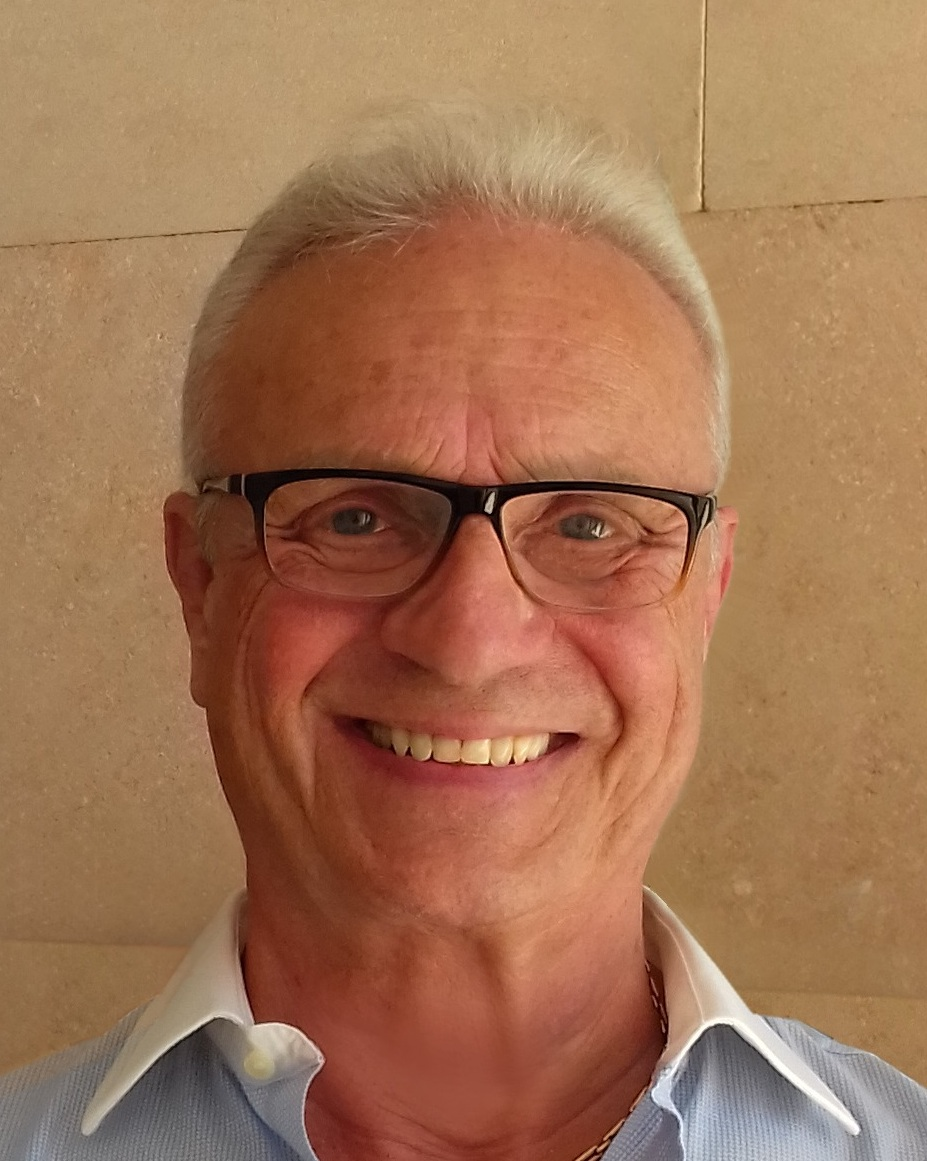
Helmuth W. Mommers (2018)

Helmuth Wilhelm Mommers (* 16. November 1943 in Wien) ist ein österreichischer Herausgeber, Übersetzer und Autor von Science-Fiction-Kurzgeschichten, literarischer Agent und Zeichner.

## Leben
Helmuth W. Mommers wurde nach dem Besuch des Gymnasiums 1961 regelmäßiger Mitarbeiter des Magazins Pioneer des SF-Club Austrotopia. Er veröffentlichte unter dem Pseudonym Arol Zeichnungen in Pioneer und vielen anderen Fan-Magazinen und verfasste diverse SF-Kurzgeschichten.
Im Jahr 1962 gründete er zusammen mit Arnulf Dieter Krauß eine Literarische Agentur, im Jahr darauf gemeinsam mit Kurt Luif und Ernst Vlcek die Agentur PANORAMA. Im Team mit Ernst Vlcek veröffentlichten beide 1964 ihr Erstlingswerk. Außerdem war er bis 1966 hauptberuflich als Herausgeber, Schriftsteller und Übersetzer tätig. Seine gemeinsam mit A. D. Krauß herausgegebenen Anthologien im Heyne-Verlag gelten als bahnbrechend; so waren sie die ersten weltweit, die Kriminalstorys und Weihnachtsgeschichten in Verbindung mit Science Fiction veröffentlichten.
Es folgte 1966 ein Umzug in die Schweiz, wo er eine kaufmännische und EDV-Ausbildung absolvierte. Dies führte dazu, dass er ab 1967 nicht mehr literarisch tätig war und bis 1977 nur als EDV-Spezialist und kaufmännischer Angestellter arbeitete.
Von 1977 bis 1998 betrieb er zwei Juweliergeschäfte. 1999 zog er nach Bendinat auf Mallorca, seit 2002 widmet er sich wieder aktiv der SF-Literatur. Sein Œuvre umfasst über 50 Kurzgeschichten, die in diversen Ländern veröffentlicht wurden, u. a. in Japan, Russland und in den USA. Abwechselnd befindet er sich in Davos Schweiz, in Wien und auf Mallorca.
Im Jahr 2011 eröffnete er die Bibliothek der fantastischen Literatur Villa Fantastica in Wien.

## Auszeichnungen
- 2005: Deutscher Phantastik Preis in der Kategorie Original-Anthologie für Der Atem Gottes – Visionen 2004
- 2008: Kurd-Laßwitz-Preis, Sonderpreis für seine Bemühungen um die SF-Kurzgeschichte im Allgemeinen und die Visionen-Reihe im Besonderen
- 2011: Kurd-Laßwitz-Preis, Sonderpreis für die Gründung und Leitung der Bibliothek Villa Fantastica in Wien
- 2019: Kurd-Laßwitz-Preis für 16 Jahre Herausgeberschaft von Nova

## Bibliografie
Galaktikum (Romanzyklus, mit Ernst Vlcek)
- 1965: Sturm über Eden 13, Moewig Terra #415
- 1965: Die Schockwelle, Moewig Terra #417
- 1965: Die Psycho-Waffe, Moewig Terra #420
- 1965: Agenten des Galaktikums, Moewig Terra #422
- 1999: Das Galaktikum (Gesamtausgabe des 4-bändigen Zyklus’), BLITZ ISBN 3-932171-28-4

Kurzgeschichtensammlungen
- 1964: Das Problem Epsilon (mit Ernst Vlcek), Moewig Terra Sonderband #81
- 1964: Treffpunkt der Mutanten (mit Ernst Vlcek), Moewig Terra #361
- 2002: Traumwelten (mit Ernst Vlcek), Blitz ISBN 3-89840-502-8
- 2003: Sex, Love, Cyberspace, Blitz ISBN 3-89840-854-X
- 2018: Anderzeiten, p.machinery 2018, ISBN 978-3-95765-125-9

Kurzgeschichten
- 1962: Hütet euch – Sirenen! (mit Ernst Vlcek)
- 1963: Der Traumpalast (mit Ernst Vlcek)
- 1963: Ein Tropfen Schicksal (mit Ernst Vlcek)
- 1963: Wenn trügerisch Besuch kommt (mit Ernst Vlcek)
- 1964: Arenenspiel (mit Ernst Vlcek)
- 1964: Das Problem Epsilon (mit Ernst Vlcek)
- 1964: Der zeitgeteilte Mann (mit Ernst Vlcek)
- 1964: Finale für Mr. Synclisst (mit Ernst Vlcek)
- 1964: Monster (mit Ernst Vlcek)
- 1964: Androb 14431 (mit Ernst Vlcek)
- 1964: Der Feuertod (mit Ernst Vlcek)
- 1964: Der Opfergang (mit Ernst Vlcek)
- 1964: Heißhunger (mit Ernst Vlcek)
- 1964: Hüter des Hauses (mit Ernst Vlcek)
- 1964: Traumwelt (mit Ernst Vlcek)
- 1964: Treffpunkt der Mutanten (mit Ernst Vlcek)
- 1966: Augen
- 1966: Wolfsrachen (mit Ernst Vlcek)
- 2002: Loris Wunderland
- 2002: Wir sind doch keine Wilden!
- 2002: Der Zahnersatz (mit Ernst Vlcek)
- 2002: Spinne im Netz
- 2003: Cogito ergo sum
- 2003: Immer wieder Sonntag
- 2003: Bermuda-Dreieck
- 2003: Für immer und e-wig
- 2003: Rache ist süß
- 2003: Romanze in e-Moll
- 2003: Safer Sex
- 2003: Schlaraffenland
- 2003: Szenen einer Ehe
- 2003: Geschenk von den Sternen
- 2004: Universal Soldier
- 2004: Ein Programm zum Verlieben
- 2004: Stimme des Gewissens
- 2004: Zeitbeben
- 2005: Zum Abschuss freigegeben
- 2005: Incommunicado
- 2005: Personal Android
- 2005: Habemus papam
- 2006: Zur falschen Zeit
- 2006: Gepriesen sei die Große Mutter
- 2007: Körper zu vermieten
- 2009: Mutter Erde, Vater Kosmos
- 2011: Goodbye James!

Herausgeber
- 1965: 10 Science Fiction Kriminal-Stories (mit Arnulf D. Krauß), Heyne Anthologie #11
- 1965: 22 Horror-Stories (mit Arnulf D. Krauß), Heyne Anthologie #16
- 1966: 7 SF-Stories (mit Arnulf D. Krauß), Heyne Anthologie #17
- 1966: 7 SF-Stories (mit Arnulf D. Krauß), Heyne Anthologie #20
- 1966: 21 Grusel-Stories (mit Arnulf D. Krauß), Heyne Anthologie #21
- 1967: 8 SF-Stories (mit Arnulf D. Krauß), Heyne Anthologie #23
- 1967: 22 Horror-Stories (mit Arnulf D. Krauß), Heyne Anthologie #26
- 1967: Die Nacht der zehn Milliarden Lichter (mit Arnulf D. Krauß), Heyne SF & F #3106
- 1969: 9 SF-Stories (mit Arnulf D. Krauß), Heyne Anthologie #30
- 2002: Nova 1 (mit Ronald M. Hahn, Michael K. Iwoleit), Nummer Eins ISBN 3-8311-4084-7
- 2003: Nova 2 (mit Ronald M. Hahn, Michael K. Iwoleit), Nummer Eins ISBN 3-8311-4085-5
- 2003: Nova 3 (mit Ronald M. Hahn, Michael K. Iwoleit), Nummer Eins ISBN 3-8334-0184-2
- 2003: Nova 4 (mit Ronald M. Hahn, Michael K. Iwoleit), Nummer Eins ISBN 3-8334-0635-6
- 2004: Der Atem Gottes, Shayol ISBN 3-926126-42-6
- 2005: Die Legende von Eden, Shayol ISBN 3-926126-52-3
- 2006: Plasma-Symphonie, Shayol ISBN 3-926126-66-3
- 2007: Der Moloch, Shayol ISBN 978-3-926126-74-0